# The Silver Dollar
The Silver Dollar è un cortometraggio muto del 1909. Il nome del regista non viene riportato nei credit del film.

## Trama
Un vagabondo trova un dollaro che usa per comperarsi un toast al formaggio. Dopo mangiato, pensa di meritarsi un pisolino. Ma il toast gli gioca dei brutti scherzi, provocandogli dei sogni agitati che hanno come protagonista il dollaro d'argento.

## Produzione
Il film fu prodotto dalla Lubin Manufacturing Company.

## Distribuzione
Distribuito dalla Lubin Manufacturing Company, il film - un cortometraggio della lunghezza di 145 metri - uscì nelle sale cinematografiche USA il 15 febbraio 1909. Nelle proiezioni, veniva programmato con il sistema dello split reel, accorpato in un'unica bobina con un altro cortometraggio prodotto dalla Lubin, la comica The Unlucky Horseshoe.